# メガイベント
メガイベント（英語: mega event）は、社会・経済的な影響の著しい大規模イベントのことである。オリンピックや国際博覧会、ワールドカップなどが相当する。メガイベントはおおむね「大規模なイベント」の意味であるが、何がメガイベントであり、何がそうでないかについて、確立された基準は存在しない。

## 特徴
『オックスフォード英語辞典』に掲載されるこの語の初出は、1981年の『ニューヨーク・タイムズ』紙であり、ウィンブルドン選手権および全英オープンについて、トップ選手の確保にむけた保証を行う必要がない、「いわゆるメガイベント」であると言及している。この言葉は学術研究においても用いられるようになった。1987年、冬季オリンピック開催をひかえるカルガリーにおいておこなわれた、第37回国際観光科学専門家協会総大会においては、「メガイベントおよびアトラクションが地域および国家の観光開発に果たす役割と影響（英語: The Role and Impact of Mega-Events and Attractions on Regional and National Tourism Development）」という主題が設定された。同大会において、オリンピックのような「メガイベント」は単に観光の呼び物として理解された。観光学者のマーティン・ミュラーは、2015年の論文において、既往研究におけるメガイベントの定義を整理し、移動型のイベントのうち、①多くの動員を集めること、②メディアにより広く報道されること、③多額の費用を要すること、④都市環境に変容をもたらすこと、の4要件を、メガイベントの定義としている。
メガイベントは特定都市に対する財源の割当てを容易にするため、インフラ整備などを通して都市環境を大きく変容させる。たとえば、東京都および大阪府のインフラは、1964年東京オリンピックおよび日本万国博覧会を通じて集中的に整備された可能性が高い。一方で、1976年モントリオールオリンピックのように、整備された施設を活用できず、都市が大きな負債をかかえることもあるほか、この過程でジェントリフィケーションをはじめとする都市環境に対する悪影響をうみだすことも少なくない。